# Řečkovicko-kuřimský prolom
Řečkovicko-kuřimský prolom je geomorfologický podcelek na jižní Moravě, v severní části Brna a severně od něj, na povodí Ponávky a Kuřimky. Je okrajovou součástí celku Bobravské vrchoviny, kterou odděluje od Drahanské vrchoviny. Zároveň propojuje Boskovickou brázdu a Dyjsko-svratecký úval.
Prolom tvoří dlouhou a úzkou sníženinu v přibližně severojižním směru, která vznikla v brněnském plutonu. Je vyplněn neogenními a čtvrtohorními usazeninami, na jeho svazích se vytvořily říční terasy a sprašové závěje. Nejvyšším vrcholem je Zlobice (420 m n. m.).
Jižní část prolomu je zcela urbanizovaná městem Brnem (údolí Ponávky), do severní části zasahuje brněnské suburbium (zejména město Kuřim), jinak je hlavně zemědělsky obdělávána. Masiv Zlobice je z větší části zalesněný. Protáhlá sníženina prolomu je využita pro páteřní dopravní tahy, konkrétně železniční trať Brno – Havlíčkův Brod a silnici I/43.

## Sídla
Brno (části: Brno-město, Královo Pole, Medlánky, Ponava, Řečkovice, Veveří), Česká, Kuřim, Lažany, Lelekovice (část), Lipůvka, Milonice, Moravské Knínice, Nuzířov, Závist

## Členění
Řečkovicko-kuřimský prolom se skládá z následujících geomorfologických okrsků:
IID-2C-1 Milonická sníženina
IID-2C-2 Zlobice
IID-2C-3 Kuřimská kotlina
IID-2C-4 Řečkovický prolom